# Youenn Drezen
 (juillet 2025).
Si vous disposez d'ouvrages ou d'articles de référence ou si vous connaissez des sites web de qualité traitant du thème abordé ici, merci de compléter l'article en donnant les références utiles à sa vérifiabilité et en les liant à la section « Notes et références ».
Pour les articles homonymes, voir Drezen et Cariou.
Yves Le Drézen, dit Youenn Drezen, Corentin Cariou ou Tin Gariou,  est un journaliste et écrivain français de langue bretonne et française né le 14 septembre 1899 à Pont-l'Abbé et mort le 15 février 1972 à Lorient.

## Biographie

### Origine
Il naît à Pont-l’Abbé le 14 septembre 1899,.
Sa langue maternelle est le breton. Entre 1906 et 1911, il fréquente l'école Saint-Gabriel à Pont-l'Abbé. Son père décède en 1911, laissant huit enfants à élever par sa jeune veuve. Remarqué par les pères missionnaires du Sacré-Cœur de Picpus, il part pour leur collège de Hondarribia (Fontarrabie) au Pays basque espagnol. En septembre 1916 il rejoint le séminaire de Miranda de Ebro en Castille où il se lie d'amitié avec Jakez Riou et Jakez Kerrien. Tout en menant des études théologiques, littéraires et scientifiques, ces exilés redécouvrent la langue bretonne à l'instigation du Père Müller, le supérieur du couvent, qui les prépare ainsi à la prédication dans leur milieu d'origine. Persuadé de n'avoir pas la vocation missionnaire, Drezen revient en Bretagne en 1917 (ultérieurement, sa nouvelle Sizhun ar Breur Arturo évoquera de façon romancée son renoncement à la vocation). Employé chez un marchand de vin du Guilvinec, il se réapproprie sa langue maternelle. En 1920,  il rencontre, à l'occasion de son service militaire à Rennes dans le 505e régiment de chars, les jeunes responsables de l'Union de la Jeunesse Bretonne (Unvaniez Yaouankiz Breiz). Ce groupe régionaliste dirigé par Maurice (Morvan) Marchal (20 ans) devient clairement nationaliste quand le tandem Olier Mordrel (Olivier Mordrelle) et François Debeauvais lui succède en 1922. Drezen adhère brièvement à ce groupuscule autonomiste jusqu'en 1922. Rentré à Pont-l'Abbé au printemps 1922, il devient photographe au studio Pierre. Il délaisse le terrain de la politique pour s'investir dans une coopérative pour diffuser les livres catholiques en breton, Emgleo sant Ildut, (Entente de Saint Ildut).

### Carrière
Sa carrière de journaliste débute en 1924, il entre à la rédaction brestoise de l'hebdomadaire bilingue Le Courrier du Finistère. Le rédacteur en chef, Corentin le Nours, lui fait clairement comprendre qu'il lui faut prendre des distances avec le mouvement autonomiste. Son ami Jakez Riou le rejoignit en 1928 où ils firent tandem dans la rédaction des articles en breton. L'essentiel de ces articles relate les grands évènements de la vie religieuse dans le Finistère. Drezen cependant signe plusieurs articles sur la vie internationale. États-Unis, Pologne, Allemagne, Russie où il dénonce les massacres des paysans par Staline. En 1931, congédié, il passe à la presse quotidienne en rejoignant la rédaction de Vannes de l'Ouest-Journal, journal républicain qui venait d'être créé pour concurrencer L'Ouest-Éclair. Correspondant local du journal, Il écrit uniquement en français sur des sujets très divers. Le Journal arrête sa publication en novembre 1936. Youenn Drezen est licencié et se consacre à l'écriture en breton.
Parallèlement, il donne des traductions et des textes littéraires à Gwalarn, l'emblématique revue littéraire bretonnante fondée par Roparz Hémon dont le premier numéro paraît en mars 1925 et dont il fut le gérant et un collaborateur fidèle pendant près de vingt ans. Dans les années 1930, il diversifie ses collaborations littéraires : Il publie  dans La Bretagne Fédérale, dans Ar Falz, dans SAV, trois périodiques de gauche. Il marque sa solidarité avec les Républicains espagnols en traduisant Iru Gudari de l'écrivain basque Manuel de la Sota. Démobilisé en 1940, il écrit des chroniques littéraires ou politiques dans le journal du parti national breton L'Heure Bretonne, dans La Bretagne et dans Arvor, hebdomadaire qu'il dirige en 1943-1944. Il crée plusieurs pièces radiophoniques comiques pour la radio bilingue Radio Rennes-Bretagne. Après la guerre, il tient un café à Nantes. Il revient au journalisme en 1961 à Lorient au quotidien La Liberté du Morbihan. Retraité en 1964, il décède le 15 février 1972. Il repose au cimetière de Pont-l'Abbé.

### Écrivain
L’œuvre littéraire de Youenn Drezen est marquée par plusieurs étapes. Dès 1921, il écrit : « J’ai dans l’idée de devenir un écrivain dans ma langue nationale ». Il s’exerce dans un premier temps à la traduction : il publie une nouvelle de l’Américain Hawthorne dans le premier numéro de Gwalarn, une revue créée en 1925 qui veut ouvrir la littérature bretonne sur le monde. Il traduit ensuite l’Irlandais Synge, le Grec Eschyle, la Britannique B.Potter, l’Espagnol Calderón, le Néerlandais G.T. Rotman (nl), le Juif-Yougoslave Isak Samokovlija, le Basque Manuel de la Sota.
C’est en 1932 qu’il publie ses premières œuvres. Un long poème Kan da Gornog (Chant à l’occident), qui raconte l’épopée d’un guerrier celte antique et, surtout, An Dour en-dro d’an inizi (L’eau autour des îles), une histoire d’amour dans le golfe du Morbihan ou pour la première fois est abordé le thème des relations charnelles entre garçon et fille, ce qui est une révolution dans les lettres bretonnes qui se démarquent ainsi du poids de l’Église.
En 1936, il publie le premier chapitre de son roman social Itron Varia Garmez (Notre Dame des Carmes) qui paraitra en 1941. Sur fond des gréves des années 1930 à Pont l’Abbé, il raconte la soif d’absolu d’un jeune sculpteur qui veut créer son œuvre maitresse, une statue dédiée à la Sainte patronne du lieu. Ce roman lui vaut la qualification d’ « écrivain prolétarien » par Marcel Cachin, secrétaire général du PCF, son nom « sera bientôt sur les lèvres de tous les prolétaires bretons reconnaissants » peut on lire dans War Sao, l’organe des Bretons émancipés de Paris.
Ce virage à gauche de Drezen est dû aux liens tissés avec le mouvement laïque Ar Falz et l’école artistique des Seiz Breur, notamment René-Yves Creston qui illustre son premier roman. C’est avec Creston que Drezen crée une maison d’édition «Skrid ha Skeudenn» (Texte et illustration) dans le but d’éditer de beaux livres illustrés par des artistes de renom, mais aussi pour dynamiser l’édition bretonne.
La publication du roman Itron Varia Garmez est retardée par le décès de Jakez Riou, véritable frère de Drezen en littérature. Il lui consacre un numéro entier de Gwalarn et un long poème Nosvezh arkuz war beg an enezenn (Nuit de veille à la pointe de l'île). De son côté René-Yves Creston qui vient d'intégrer le Musée de l'Homme à Paris, accaparé par son travail, tarde à livrer les illustrations de cette œuvre majeure de l'écrivain. Interné en février 1941 pour son appartenance au réseau de Résistance du Musée de l'homme, il est libéré peu avant la sortie du livre en août 1941. Le roman sera traduit en français par l’auteur et publié chez Denoël en 1943. Drezen se consacre à ses chroniques journalistiques pendant la guerre et publie peu de textes littéraires.
En 1947, il publie cinq pièces de théâtre créées pour la radio pendant la guerre sous le titre Youenn vras hag e leue et il signe une nouvelle considérée comme son chef-d’œuvre Sizhun ar Breur Arturo (La semaine du frère Arthur) conte les émois d’un jeune moine qui perd sa vocation à la vue d’une jeune femme qui vient prier dans la chapelle dont il a la charge.
Youenn Drezen termine son œuvre littéraire par Skol Louarn Veig Trebern (L’école buissonnière de Veig Trebern) en 1972, l’année de sa disparition. Ce dernier roman est comparé par sa verve et sa truculence aux aventures de Tom Sawyer. Préfacé par Pierre-Jakez Hélias, il est publié en français sous le titre L'école du Renard en 1986.

### Seconde Guerre mondiale
Youenn Drezen a choisi de vivre de sa plume pendant la deuxième guerre mondiale. Comme la plupart des écrivains et journalistes qui ont fait ce choix, il fait l’objet de polémiques.  Youenn Drezen a écrit environ 300 chroniques pendant la guerre, 90 % d’entre elles sont consacrées à l’actualité littéraire et artistique. Le reste concerne le vécu de la guerre et comporte des analyses contestables et parfois des « propos dérangeants » qui montrent une certaine porosité à la propagande du régime de Vichy.
La propagande anti-juive de Vichy relayées par tous les journaux de l’époque est bien rentrée dans les esprits.
Les propos de Drezen vont à l’encontre d’autres positionnements antérieurs : en 1932 il traduit la nouvelle Les cheveux de Myriam de l’écrivain juif de Sarajevo, Isaac Samokovlia ; dans ses papiers on trouve l’ébauche d’un article sur l’Histoire de Bretagne où il déplore la persécution des Juifs au Moyen-Âge.
En août 1944, Drezen reste à Rennes après la libération. Il est interrogé deux fois par des officiers FFI, sans suite. Témoin des exactions de jeunes FFI contre les femmes accusées de collaboration, traînées dans la rue, rasées, faisant l’objet de violences sexuelles, il écrit une lettre au commissaire Le Gorgeu où il dénonce cette «parodie de justice populaire».
Drezen est interné le 6 septembre, le temps d’une enquête qui conclut : « Le Drezen, romancier, ami des légendes a sans doute exagéré […] il se peut cependant que quelques hommes de garde, agissant de leur propre initiative et contrairement à la discipline aient fréquenté quelques-unes de ces femmes durant leur séjour dans les caves ».
Drezen voit le juge d’instruction en décembre. Le 10 janvier 1945, il fait l'objet d'une « libération immédiate avec éloignement de Rennes », sans qu’aucune charge de collaboration ne soit retenu contre lui. Youenn Drezen, n'est cité dans aucune liste noire d'écrivains collaborateurs pendant la guerre.

### Après la guerre
Youenn Drezen s'installe à Nantes en 1945 pour y tenir le Café des Halles. Il renoue rapidement avec ses amis d'Ar Falz, Armand Keravel et Pierre-Jakez Hélias qui font jouer ses pièces de théâtre dans les stages. Il les publie en 1947 sous le titre Youenn Vras hag e leue (Le Grand Youenn et son veau). Il traduit en français le recueil de nouvelles de son grand ami Jakez Riou, Geotenn ar Werc'hez (L'herbe de la Vierge), l'occasion de lui rendre hommage 10 ans après son décès.
Il publie dans la revue Al Liamm Sizhun ar breur (La semaine du Frère Arthur) qui raconte de façon très fine comment il a perdu la vocation religieuse à la vue d'une femme qui venait prier au couvent où il était novice. Il commence un roman Rozenn ar Gelveneg qu'il ne finira pas car son travail lui demande trop de temps. Dans les années 1950, sa santé se dégrade. Il passe de longues années au sanatorium de Carquefou avant de reprendre le métier de journaliste en 1961 à La Liberté du Morbihan. Retraité en 1965, il finit son roman Skol Louarn Veig Trebern (L'école buissonnière de Veig Trebern) qui raconte de façon truculente ses aventures de gamins à Pont l'Abbé. Le roman est publié l'année de son décès en 1972. Pour Francis Favereau, "ce récit des aventures extrascolaires d'un enfant de huit ans, à la Tom Sawyer, dans l'univers besogneux, mais pittoresque de Pont-l'Abbé d'avant 1914, est son chef-d'œuvre d'après-guerre".
Constamment réédité, Youenn Drezen est considéré comme l'un des écrivains bretons qui a su le mieux conjuguer le breton populaire et le breton littéraire. « Il a su nous léguer par brassées des bouquets de fleurs de son jardin immortel » assure son compatriote bigouden Yann Guillamot

## Postérité

### La polémique survenue en 2020 à Pont-l'Abbé
En 1979, la ville de Pont-l'Abbé décide de baptiser une rue de la ville à son nom. La rue Youenn-Drezen est débaptisée en 2020, le maire Stéphane le Doaré estimant que ses engagements dans le nationalisme breton pendant l'Occupation, justifiait cette décision. Yves Canevet, conseiller d'opposition estimant lui qu' « il est dangereux de juger de ce qui s’est fait à une époque avec les critères d’une autre ». Le fils de Youenn Drezen a protesté, parlant d'une campagne de dénigrement. La rue a été renommée « rue Arnaud-Beltrame ».

## Œuvres

### Romans et nouvelles
- An Dour en-dro d'an Inizi (L'Eau autour des îles, nouvelle), couverture en trichromie par Xavier de Langlais ; Brest, Gwalarn (no 43), mae 1932, 45 p.
  - rééditions : An Dour an-dro d'an Inizi ; Brest, Al Liamm, 1970 & 2022, illustré par Robert Damilot.
  - traduit en français par l'auteur :  L'Eau autour des îles, illustrations Robert Damilot, Lannion, An Alarc'h, 2022.
- Itron Varia Garmez (Notre-Dame des Carmes), illustré par René-Yves Creston ; La Baule, Skrid ha Skeudenn, 1941.
  - rééditions : Itron Varia Garmez ; Brest, Al Liamm, 1977 ; Landeda, Aber, 2012.
    - Traduit en français par l'auteur : Notre Dame Bigoudenn, préface de Jean Merrien ; P., Denoël, 1943. Ce roman fait une peinture ironique et sans concession de Pont-l'Abbé et de ses habitants.
    - réédition : Paris, Denoël (collection Relire), 1977, 227 p. (avec préface de Pierre-Jakez Hélias).& La Rochelle, La délivrance, 2002.
- Sizhun ar Breur Arturo (La Semaine du frère Arthur), nouvelle ; Brest, Al Liamm, 1971 et 1990 ; éditions An Alarc'h, 2011.
  - Traduit en espagnol ; La semana de fray Arturo, Lannion, An Alarc'h, 2016
  - Traduit en anglais ; A week in the life of brother Arturo, Lannion, An Alarc'h, 2017
  - Traduit en gallo ; La semaene ao frere Arturo, Olepei, 2020.
- Skol Louarn Veig Trebern (L'École buissonnière du petit Hervé Trebern), roman en trois volumes, préface de P.J. Hélias ; Al Liamm, 1972-1974. Ce roman conte les aventures à la Tom Sawyer d'un gamin de Pont l'Abbé qui sèche l'école pendant un mois.
  - Traduit en français par l'auteur et Pierre-Jakez Hélias : L'École du Renard ; Paris, éd. Jean Picollec, 1986. & La Rochelle, La Découvrance, 2006.
- Pellgent Loc'h Laoual, recueil de nouvelles, Al Liamm, 2020, 136p,  (ISBN 978-2-7368-0146-5)

### Poésies
- Kan da Gornog, illustré par René-Yves Creston ; Skrid ha Skeudenn, 1932.
- Nozvez Arkuz e beg an enezenn Gwalarn No 121, 1938

### Théâtre
- Karr-kanv an Aotrou Maer, Rennes, imprimerie centrale, 1943 (tiré à part de Gwalarn).
- Youenn Vras hag e leue (Le Grand Youenn et son veau) ; (Nantes), Skrid ha Skeudenn, 1947 ; illustré de bois à pleine page par Bourlaouen, Frañsez Kervella, René-Yves Creston, Xavier de Langlais et Pierre Péron.

### Traductions
- Ar skarbouklenn vras, (La grande escarboucle) de Nathaniel Hawthorne ; Brest, Gwalarn no 1&3, 1925.
- War varc'h d'ar mor, (Riders to the sea) de J.M. Synge; Brest, Gwalarn (Levraoueg Gwalarn, 2), 1926, 23 p. (tiré à part de Gwalarn 7).
- Prinsezig en dour, (Prinsesje Sterremuur) de G.H. Rotman, trad. en collab. avec R. Hemon; Brest, Gwalarn, 1927.
- Prometheus ereet - Ar Bersed, (Prométhée enchainé et Les Perses) de Aesc'hulos (Eschyle); Brest, Gwalarn, 1928; Mouladurioù Hor Yezh, 2000 (illustrations de G. Robin et R.Y. Creston).
- Per ar c'honikl, (The tale of Peter Rabbit) ; de Beatrix Potter; Brest, Levriou ar Vugale - Gwalarn (Levraoueg Gwalarn, niv. 11), 1928, 32 p., ill. (imprimé à Saumur sur les presses de l'École émancipée).
- Nijadenn an Aotrou skanvig, de G.H. Rotman; Brest, Gwalarn, 1929.
- Nouchka, de Borislav Stankovitch, Bretagne fédérale, No 12,1933.
- Blev Myriam de Issak Samokovlia, Bretagne fédérale, No 14, 1933.
- Iru Gudari, pièce de théâtre de Manuel de la Sota, Breiz Atao No 298, 1938.
- An draoñienn hep heol, de J.M. Synge In War-du ar pal, n°. 2, 1938.
- Lommig, de Xavier Haas (traduit du français); Brest, Skridoù Breizh, 1942.
- Aotrou maer Zalamea, pièce de théâtre de Calderón, Gwalarn, No 152-153, 1942.
- L'Herbe de la Vierge, de Jakez Riou ; nouvelles traduites du breton; Nantes, Aux Portes du large, 1947 (comporte une importante préface de Drezen).
- Kavell ar c'hazh (Le Berceau du chat) de Walter Scott, Al Liamm No 32-33, 1952
- Tristidigezh ar brezel, (La Tristesse de la guerre) de Momtchilo Nostassievitch, Al Liamm, No 51,1955. An erv kentañ, (Le Premier Sillon), Milovan Chichitch, Al Liamm, No 53,1955

### Chroniques
- Youenn Drezen, kelaouenner (Chroniques de Arvor) ; éd. Hor Yezh, 1986.
- Youenn Drezen, kelaouenner (Chroniques de Gwalarn) ; éd. Hor Yezh, 1986.
- Youenn Drezen, kelaouenner (Chroniques de l'Heure bretonne I) ; éd. Hor Yezh, 1989.
- Youenn Drezen, kelaouenner (Chroniques de L'Heure bretonne II) ; éd. Hor Yezh, 1991.

### Vidéographie
- Pierre-Jakez Helias, Paotr Pont 'n Abad, Youenn Drezen, (Y.D. le gars de Pont l'Abbé.) émission Breiz o veva, FR3 Bretagne, 27/04/1972
- Per ar Flao, Youenn Drezen, l'écrivain bigouden, émission Breiz o veva, 22/02/1975
- Marie Kermarrec, Youenn Drezen, 1899-1972. Images animées ; Rennes, France 3 Ouest et Brest, Kalanna, 2000 (cassette vidéo de 26 min, en breton et français sous titré)(Présentation en ligne).